# Euphthiracarus novosibiricus
Euphthiracarus novosibiricus är en kvalsterart som beskrevs av Wojciech Niedbała 2006. Euphthiracarus novosibiricus ingår i släktet Euphthiracarus och familjen Euphthiracaridae. Inga underarter finns listade i Catalogue of Life.